# Jan Vermeyen

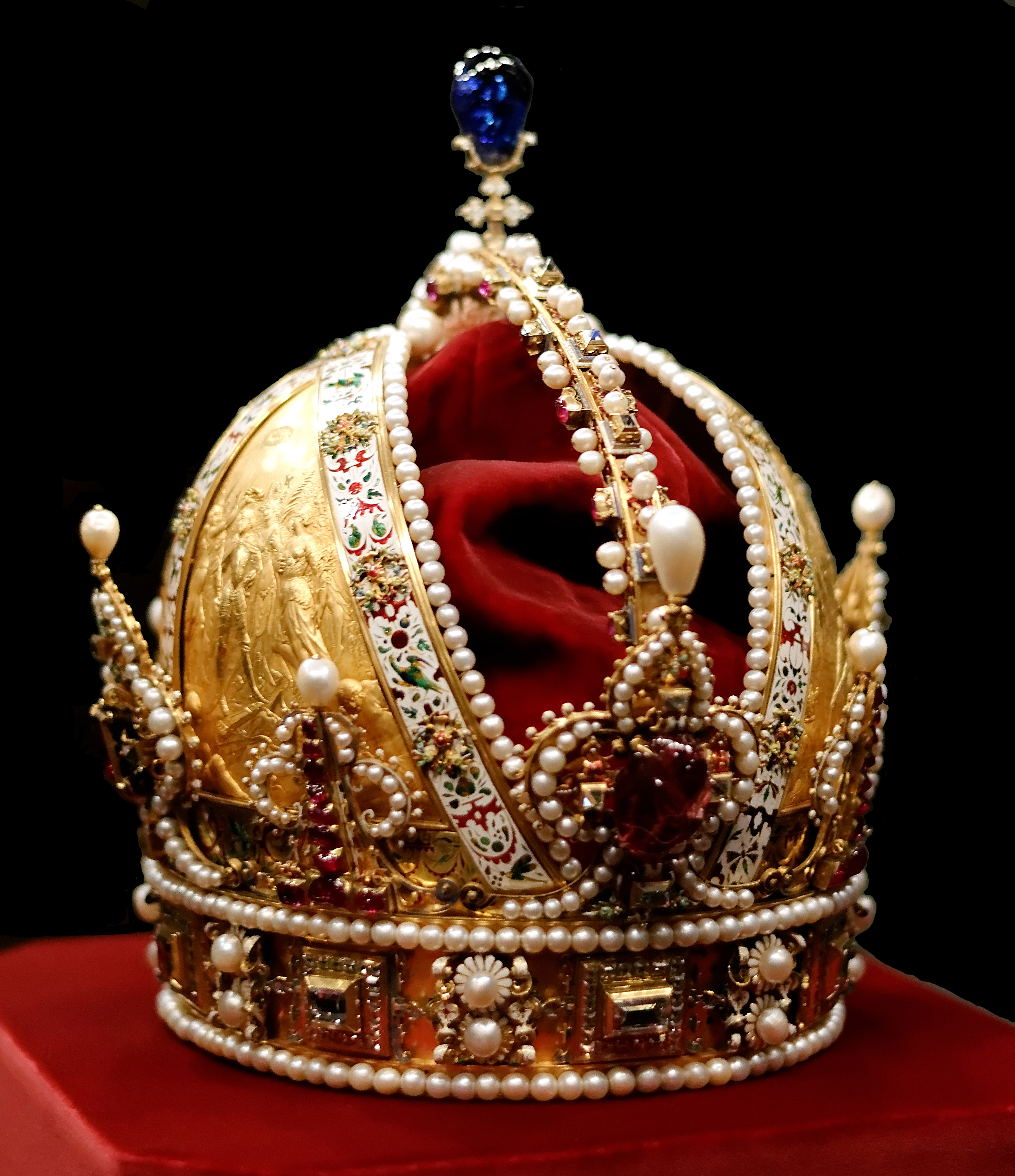
Nejslavnější Vermeyenovo dílo: císařská koruna Rudolfa II.

Jan Vermeyen, též Hans Vormeiden von Antorff (před 1559 Brusel, Vlámsko – před 15. říjnem 1606 Praha), byl vlámský, v Čechách naturalizovaný zlatník, klenotník, medailér a formíř vosku ve dvorské službě císaře Rudolfa II. v období rudolfínského manýrismu.

## Životopis
Narodil se v Bruselu jako syn císařského dvorního malíře Jana Cornelisze Vermeyena. V Antverpách se také vyučil zlatnickému řemeslu a roku 1588 se oženil s dívkou Adrianou (s níž měl dvě dcery Doroteu a Marii). Založil si tam zlatnickou dílnu, činnou asi do roku 1590.
Roku 1590 se stal členem zlatnického cechu ve Frankfurtu nad Mohanem. Nejpozději roku 1592 přesídlil do Prahy, protože toho roku se zde již připomíná jako křestní kmotr. 1. října roku 1597 nastoupil jako dvorní a komorní zlatník, klenotník, formíř vosku a medailér císaře Rudolfa II. na Pražském hradě s měsíčním platem 10 zlatých. Zakoupil si také dům na Malé Straně v jurisdikci kostela sv. Tomáše. Osvědčil se, a proto mu roku 1602 byl plat zdvojnásoben.

## Dílo
Vermeyen pro císaře vytvořil mnohé klenoty a šperky, především roku 1600 císařův portrét vykládaný diamanty ve zlatém rámečku. V roce 1602 zhotovil jeho osobní zlatou císařskou korunu se 4 reliéfy na sférických plochách (triumfálními scénami ze života Rudolfa II.). Její klenotnická výzdoba sestává ze 194 jihoamerických diamantů (největší z nich váží 186 karátů), smaragdů, spinelů, rubínů, mořských perel a z velikého safíru na vrcholu. V letech 1602 až 1804 sloužila jako druhá insignie římských císařů, poté až do roku 1918 jako hlavní koruna rakouských císařů, dnes je vystavena ve Světské klenotnici ve vídeňském Hofburgu, stejně jako další díla z někdejší Rudolfovy Kunstkomory na Pražském hradě.
Vermeyen zhotovoval různé luxusní nádobí a stolní ozdoby z přírodních exotických materiálů, například číši ze zub bájného jednorožce, tj. narvala, pohár z rohu nosorožce, či bezoár ve zlaté montáži s pestrobarevnými emaily. Spolupracoval s dalšími pražskými dvorními umělci, zejména s glyptikem Ottaviem Miseronim, jeho dílnou a brusičským mlýnem v Praze - Bubenči, dále s glyptikem Alessandrem Masnagem v Miláně a dále s řezbářem organických materiálů (rohoviny, slonoviny či jantaru) Mikulášem Pfaffem. Jeho figurální ornamenty z černých siluet a groteskní motivy v pestrobarevném emailu jsou vytvořeny podle návrhů Hertziga van Bein, který se rovněž usadil v Praze.
Své medaile Vermeyen signoval IOHAN FORMEI nebo H. FORMAID. Nejznámější je medaile s jezdeckou postavou císaře Rudolfa II. či dvojstranná medaile s Danae a Paridovým soudem (obě vystavené v Kunsthistorisches museu ve Vídni). Z inventáře Rudolfovy Kunstkomory je známa vosková plastika Leda s labutí.